# Расковка (Воронежская область)
Расковка — село в Богучарском районе Воронежской области.
Входит в состав Луговского сельского поселения.

## География
Расположено 13 км от города Богучар и 2 км от центра сельского поселения.

### Улицы
| - ул. Комсомольская, - ул. Красноармейская, - ул. Титова, - ул. Шевченко, | - пер. Пионерский, - пер. Рыбный, - пер. Советский. |

## Население
| 1859 | 1897  | 2000 | 2005 | 2010 |
| ---- | ----- | ---- | ---- | ---- |
| 3044 | ↘1710 | ↘331 | ↗347 | ↘318 |

## История
Возникло в середине XVIII века как хутор Ряскова. Впервые упоминается в 1779 г.